# Parlament Rzeczypospolitej Polskiej

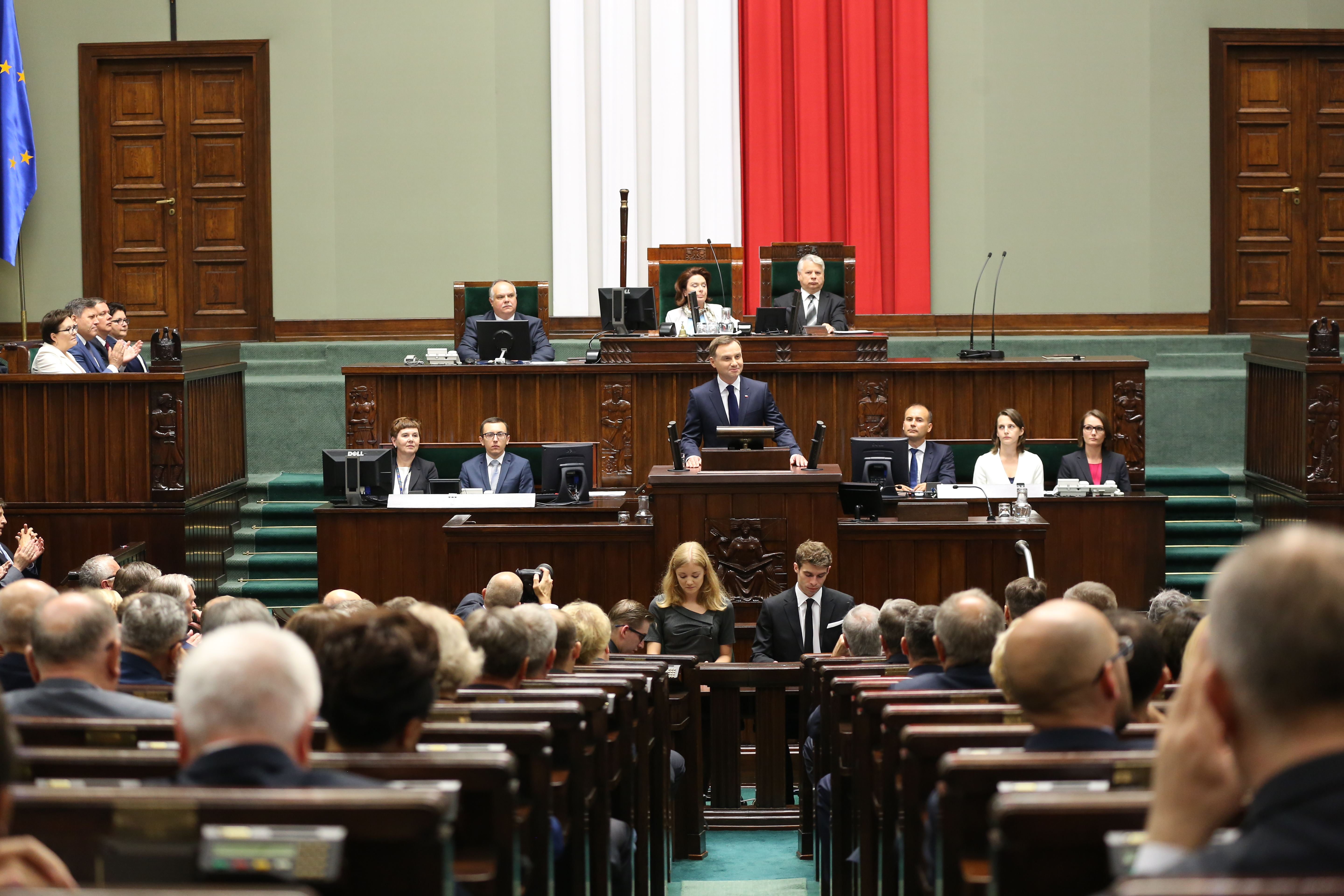
Prezydent Andrzej Duda wygłaszający orędzie przed Zgromadzeniem Narodowym (2015)

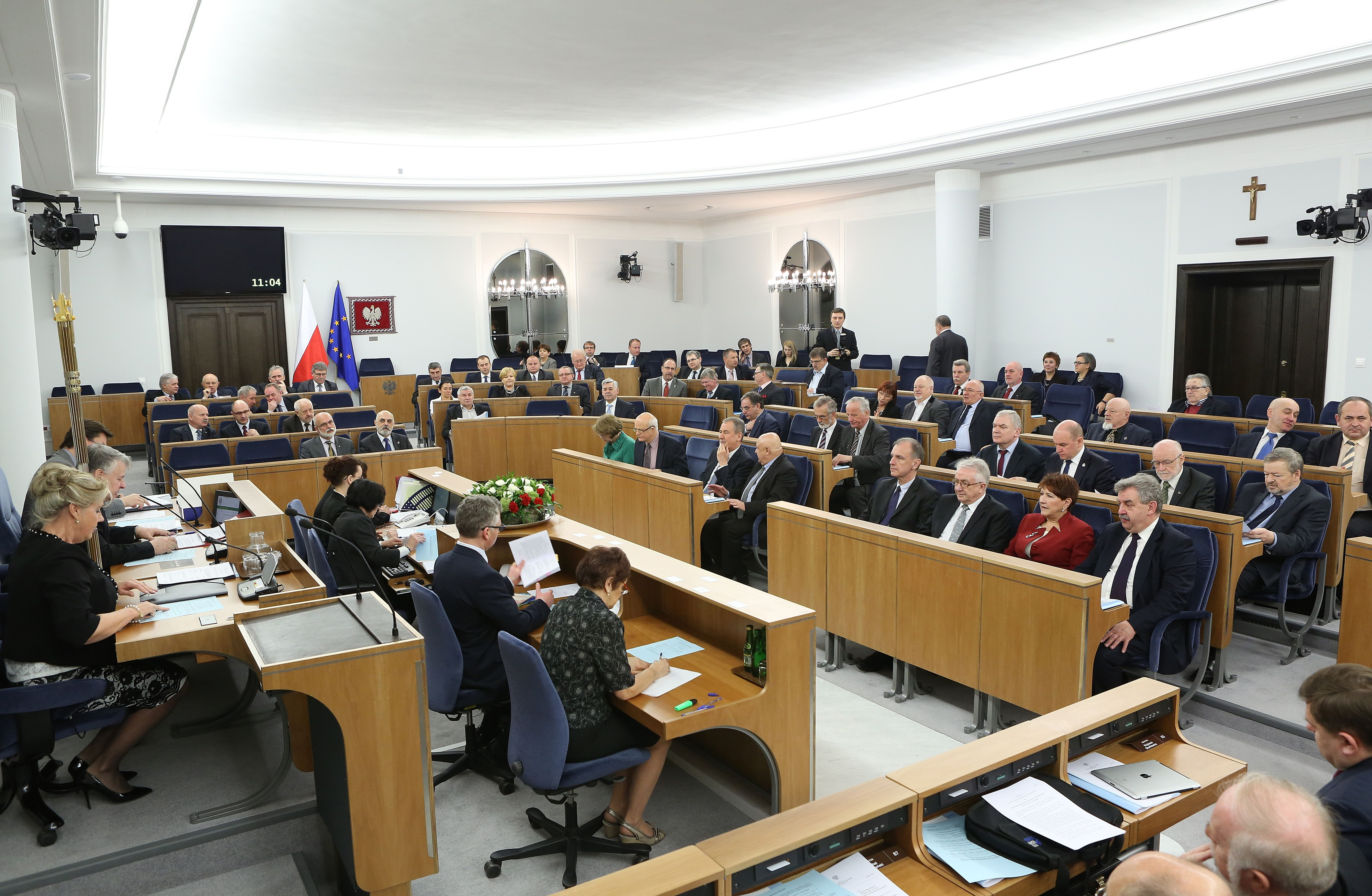
49. posiedzenie Senatu VIII kadencji (2014)

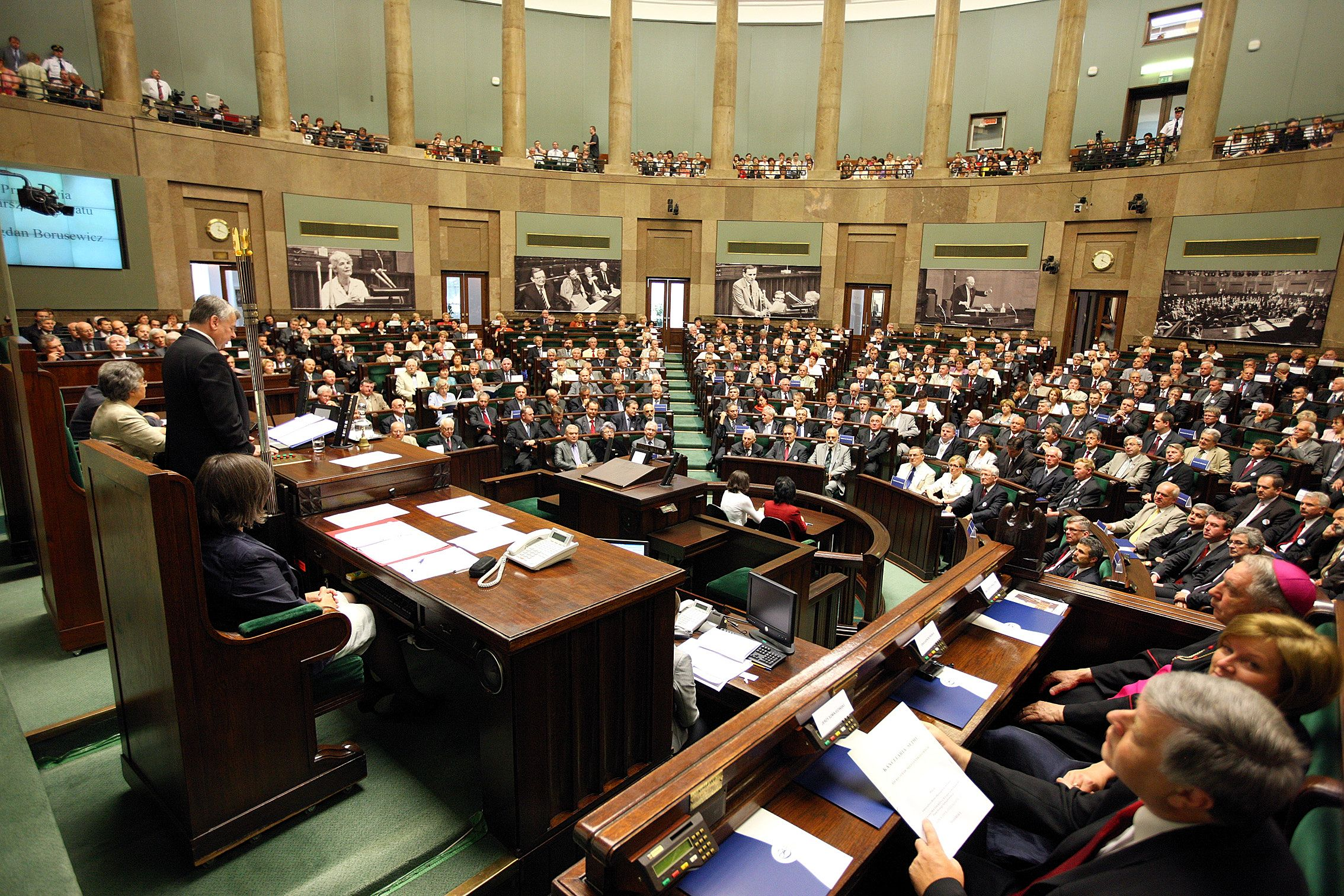
Obchody XX-lecia odrodzonego Senatu w Sali Posiedzeń Sejmu (2009)

Parlament Rzeczypospolitej Polskiej – dwuizbowy parlament, organ władzy ustawodawczej w Rzeczypospolitej Polskiej. W skład parlamentu wchodzą Sejm jako izba niższa oraz Senat jako izba wyższa. Liczbę członków izb określa Konstytucja RP (art. 96: 460 posłów na Sejm, art. 97: 100 senatorów).
Gmach Parlamentu Rzeczypospolitej Polskiej znajduje się w Warszawie przy ulicy Wiejskiej.
W przypadkach określonych w Konstytucji (art. 114) członkowie obu izb obradując razem, tworzą Zgromadzenie Narodowe zwoływane przez marszałka Sejmu.

## Wybory w III RP
Wybory parlamentarne zarządza Prezydent Rzeczypospolitej Polskiej na podstawie art. 98 Konstytucji RP i na warunkach w niej określonych. Wybory do Sejmu Rzeczypospolitej Polskiej odbywają się co 4 lata w okręgach wyborczych, zaś do Senatu odbywają się w jednomandatowych okręgach wyborczych i są powszechne, bezpośrednie oraz głosowanie obywa się zgodnie z zasadą tajności. Za organizację i przeprowadzenie wyborów odpowiada Państwowa Komisja Wyborcza.

## Sejm III RP
Izba niższa parlamentu w Polsce. Składa się z 460 posłów, którzy tworzą kluby lub koła poselskie albo pozostają niezrzeszeni. Posłowie wraz z senatorami mogą powołać kluby lub koła parlamentarne. Pracami Sejmu kieruje Marszałek Sejmu wybierany na pierwszym posiedzeniu nowej kadencji Sejmu. 
Sejm obraduje na posiedzeniach w Sali Posiedzeń, zwoływanych przez Marszałka Sejmu, oraz pracuje w komisjach sejmowych (stałych, nadzwyczajnych lub śledczych).

## Senat III RP
Izba wyższa parlamentu w Polsce. W jego skład wchodzi 100 senatorów wybieranych w jednomandatowych okręgach wyborczych. Tak jak posłowie, senatorowie mogą tworzyć kluby lub koła senackie, jak również wspólnie z posłami parlamentarne. Pracami Senatu RP kieruje marszałek Senatu wybierany na pierwszym posiedzeniu nowej kadencji. Senatorowie pracują w komisjach senackich oraz obradują na posiedzeniach zwoływanych przez marszałka.

## Zgromadzenie Narodowe w III RP
Zgromadzenie Narodowe jest wspólnym posiedzeniem senatorów oraz posłów zwoływanym przez marszałka Sejmu, który również przewodniczy obradom. W przypadku kiedy Marszałek Sejmu nie może przewodniczyć obradom zastępuje go Marszałek Senatu.

## Kadencje

### Sejmu i Senatu w II Rzeczypospolitej
| Kadencja                   | Kadencja        | Dzień wyborów | Początek kadencji | Pierwsze posiedzenie | Pierwsze posiedzenie | Koniec kadencji | Marszałkowie                                | Marszałkowie          |
| Sejmu RP                   | Senatu RP       | Dzień wyborów | Początek kadencji | Sejmu RP             | Senatu RP            | Koniec kadencji | Sejmu RP                                    | Senatu RP             |
| -------------------------- | --------------- | ------------- | ----------------- | -------------------- | -------------------- | --------------- | ------------------------------------------- | --------------------- |
| Sejm Ustawodawczy posłowie | brak            | 16 I 1919     | –                 | 10 II 1919           | –                    | 27 XI 1922      | Wojciech Trąmpczyński                       | –                     |
| I posłowie                 | I senatorowie   | 5 XI 1922     | 1922              | 28 XI 1922           | 28 XI 1922           | 27 XI 1927      | Maciej Rataj                                | Wojciech Trąmpczyński |
| II posłowie                | II senatorowie  | 4 III 1928    | 1928              | 27 III 1928          | 27 III 1928          | 30 VIII 1930    | Ignacy Daszyński                            | Julian Szymański      |
| III posłowie               | III senatorowie | 16 XI 1930    | 1930              | 9 XII 1930           | 9 XII 1930           | 10 VII 1935     | Kazimierz Świtalski                         | Władysław Raczkiewicz |
| IV posłowie                | IV senatorowie  | 8 IX 1935     | 1935              | 4 X 1935             | 4 X 1935             | 13 IX 1938      | Stanisław Car (do 18 VI 1938) Walery Sławek | Aleksander Prystor    |
| V posłowie                 | V senatorowie   | 6 XI 1938     | 1938              | 28 XI 1938           | 28 XI 1938           | 2 XI 1939       | Wacław Makowski                             | Bogusław Miedziński   |

### Sejmu w PRL
W PRL instytucja Senatu została zniesiona na podstawie wyników referendum w 1946 r., które zostało sfałszowane.
| Kadencja Sejmu             | Dzień wyborów  | Początek kadencji Sejmu PRL | Pierwsze posiedzenie Sejmu PRL | Koniec kadencji Sejmu PRL | Marszałkowie Sejmu PRL                     |
| -------------------------- | -------------- | --------------------------- | ------------------------------ | ------------------------- | ------------------------------------------ |
| Sejm Ustawodawczy posłowie | 19 I 1947      | 4 II 1947                   | 4 II 1947                      | 4 VIII 1952               | Władysław Kowalski                         |
| I posłowie                 | 26 X 1952      | 20 XI 1952                  | 20 XI 1952                     | 20 XI 1956                | Jan Dembowski                              |
| II posłowie                | 20 I 1957      | 20 II 1957                  | 20 II 1957                     | 20 II 1961                | Czesław Wycech                             |
| III posłowie               | 16 IV 1961     | 16 IV 1961                  | 15 V 1961                      | 16 IV 1965                | Czesław Wycech                             |
| IV posłowie                | 30 V 1965      | 30 V 1965                   | 24 VI 1965                     | 30 V 1969                 | Czesław Wycech                             |
| V posłowie                 | 1 VI 1969      | 1 VI 1969                   | 27 VI 1969                     | 15 II 1972                | Czesław Wycech (do 11 II 1971) Dyzma Gałaj |
| VI posłowie                | 19 III 1972    | 19 III 1972                 | 28 III 1972                    | 19 III 1976               | Stanisław Gucwa                            |
| VII posłowie               | 21 III 1976    | 21 III 1976                 | 25 III 1976                    | 21 III 1980               | Stanisław Gucwa                            |
| VIII posłowie              | 23 III 1980    | 23 III 1980                 | 2 IV 1980                      | 31 VIII 1985              | Stanisław Gucwa                            |
| IX posłowie                | 13 X 1985      | 13 X 1985                   | 6 XI 1985                      | 3 VI 1989                 | Roman Malinowski                           |
| X posłowie                 | 4 i 18 VI 1989 | 18 VI 1989                  | 4 VII 1989                     | 25 XI 1991                | Mikołaj Kozakiewicz                        |

### Sejmu i Senatu w III Rzeczypospolitej
Po zmianie Konstytucji PRL z 1952 w kwietniu 1989 przywrócono istnienie Senatu jako izby wyższej polskiego parlamentu.
Kadencja Sejmu RP i Senatu RP w III RP trwa 4 lata i rozpoczyna się w dniu pierwszego posiedzenia Sejmu RP i kończy się w przeddzień pierwszego posiedzenia następnej kadencji. Sejm RP może skrócić kadencję uchwała podjętą większością 2/3 głosów co skutkuje skróceniem kadencji Senatu RP.
| Kadencja      | Kadencja         | Dzień wyborów  | Początek kadencji | Pierwsze posiedzenie | Pierwsze posiedzenie | Koniec kadencji | Marszałkowie | Marszałkowie              |
| Sejmu RP      | Senatu RP        | Dzień wyborów  | Początek kadencji | Sejmu RP             | Senatu RP            | Koniec kadencji | Sejmu RP | Senatu RP                 |
| ------------- | ---------------- | -------------- | ----------------- | -------------------- | -------------------- | --------------- | --- | ------------------------- |
| X posłowie    | I senatorowie    | 4 i 18 VI 1989 | 18 VI 1989        | 4 VII 1989           | 4 VII 1989           | 25 XI 1991      | Mikołaj Kozakiewicz | Andrzej Stelmachowski     |
| I posłowie    | II senatorowie   | 27 X 1991      | 25 XI 1991        | 25 XI 1991           | 26 XI 1991           | 30 maja 1993    | Wiesław Chrzanowski | August Chełkowski         |
| –             | –                | –              | –                 | –                    | –                    | –               | Wiesław Chrzanowski | August Chełkowski         |
| II posłowie   | III senatorowie  | 19 IX 1993     | 19 IX 1993        | 14 X 1993            | 15 X 1993            | 19 X 1997       | Józef Oleksy (do 3 III 1995) Józef Zych                                                                                            | Adam Struzik              |
| III posłowie  | IV senatorowie   | 21 IX 1997     | 20 X 1997         | 20 X 1997            | 21 X 1997            | 18 X 2001       | Maciej Płażyński | Alicja Grześkowiak        |
| IV posłowie   | V senatorowie    | 23 IX 2001     | 19 X 2001         | 19 X 2001            | 20 X 2001            | 18 X 2005       | Marek Borowski (do 20 IV 2004) Józef Oleksy (do 5 I 2005) Włodzimierz Cimoszewicz                                                  | Longin Pastusiak          |
| V posłowie    | VI senatorowie   | 25 IX 2005     | 19 X 2005         | 19 X 2005            | 20 X 2005            | 4 XI 2007       | Marek Jurek (do 27 IV 2007) Ludwik Dorn                                                                                            | Bogdan Borusewicz         |
| VI posłowie   | VII senatorowie  | 21 X 2007      | 5 XI 2007         | 5 XI 2007            | 5 XI 2007            | 7 XI 2011       | Bronisław Komorowski (do 8 VII 2010) p.o. Stefan Niesiołowski Grzegorz Schetyna                                                    | Bogdan Borusewicz         |
| VII posłowie  | VIII senatorowie | 9 X 2011       | 8 XI 2011         | 8 XI 2011            | 8 XI 2011            | 11 XI 2015      | Ewa Kopacz (do 22 IX 2014) p.o. Jerzy Wenderlich Radosław Sikorski (do 23 VI 2015) p.o. Jerzy Wenderlich Małgorzata Kidawa-Błońska | Bogdan Borusewicz         |
| VIII posłowie | IX senatorowie   | 25 X 2015      | 12 XI 2015        | 12 XI 2015           | 12 XI 2015           | 11 XI 2019      | Marek Kuchciński (do 9 VIII 2019) p.o Ryszard Terlecki Elżbieta Witek                                                              | Stanisław Karczewski      |
| IX posłowie   | X senatorowie    | 13 X 2019      | 12 XI 2019        | 12 XI 2019           | 12 XI 2019           | 12 XI 2023      | Elżbieta Witek | Tomasz Grodzki            |
| X posłowie    | XI senatorowie   | 15 X 2023      | 13 XI 2023        | 13 XI 2023           | 13 XI 2023           | [ 10 ]          | Szymon Hołownia | Małgorzata Kidawa-Błońska |